# 明日、また
『明日、また』（あした、また）は、[Alexandros]の楽曲。通算15枚目のシングルとして、2017年11月29日にユニバーサルミュージックから発売された。

## 収録曲
全曲 作詞・作曲：川上洋平、編曲：［Alexandros］
1. 明日、また
  - クロレッツ『「スッキリと、前へ。」篇』CMソング[2]。CMに出演している岡田将生は、楽曲のMVにも出演している。また、MVの最後のおまけ映像では、メンバーがクロレッツを使ってだるまさんがころんだをしている。
  - 2017年メンバー全員でニューヨークに滞在した際に最初に出来た曲で、川上は、タイトルについて『「明日、また」の方がしっくりきたのは、もしかしたらニューヨークにいたときに「自分はやっぱり日本人だな。日本を大事にしたいな」と思ったことが少しあったのかもしれませんね』と語っている[3]。
  - 原曲は２つ存在しそれぞれのタイトルは「Free」と「Freemen」である[4]。
2. Come Closer
  - もともとは、2017年9月に伊勢丹新宿店本館で開催されたヨウジヤマモト×[Alexandros]カプセルコレクションの会場でのみ流されていた[5]。
  - 完成に一番時間が掛かった曲で、完成までに70パターンの「Come Closer」ができたという[6]その中の1つである「Where Are You」が7thアルバム「Sleepless in Brooklyn」の完全生産限定盤に付属しているRare Tracks & Demo CDに収録されている。
3. I Don't Believe In You
  - MINI 3 DOOR/5 DOOR CMタイアップソング[7]。
  - 「Come Closer」を作っている時にパターンの一つとして派生してできた曲が「I Don't Believe In You」で、"弟"のような存在だと語っている[6]。